# 陳粹
陳粹，浙江歸安人，明朝政治人物、進士出身。
洪武十八年，登進士，官至給事中。